# Soar (musikalbum)
Soar är Samiams andra studioalbum, utgivet 1991 på skivbolaget New Red Archives.

## Låtlista
| Nr  | Titel                 | Kompositör        | Längd |
| --- | --------------------- | ----------------- | ----- |
| 1.  | Clean                 | Loobkoff          | 2:48  |
| 2.  | Slumbering            | Beebout, Loobkoff | 2:18  |
| 3.  | Viewpoint             | Beebout, Brogan   | 1:46  |
| 4.  | Someone's Got to Lose | Beebout, Loobkoff | 2:29  |
| 5.  | Lack of Reason        | Beebout, Loobkoff | 3:18  |
| 6.  | Tell Me a Story       | Brogan, Pop       | 2:48  |
| 7.  | Sky Flying By         | Loobkoff          | 3:58  |
| 8.  | Cakewalk              | Beebout, Loobkoff | 3:27  |
| 9.  | Great...              | Brogan            | 2:26  |
| 10. | Simple Solution       | Ayer, Loobkoff    | 4:19  |
| 11. | Milk Bone             | Beebout, Brogan   | 2:41  |
| 12. | For Sale              | Beebout, Loobkoff | 3:05  |
| 13. | Whole                 | Brogan, Brohm     | 2:10  |
| 14. | Louie                 | Brogan            | 2:45  |
| 15. | Ed Says               | Grimley, Loobkoff | 1:54  |
| 16. | Friend                | Loobkoff          | 2:58  |
| 17. | Where D'ya Go         | Brogan            | 2:38  |

### Fotnoter
1. ↑  ”Soar”. Discogs.com. http://www.discogs.com/Samiam-Soar/master/338074. Läst 19 april 2012.